# Tagajō
Tagajō (多賀城市, Tagajō-shi) est une ville située dans la préfecture de Miyagi, au Japon.

## Géographie

### Situation
Tagajō se trouve dans les plaines côtières du centre-est de la préfecture de Miyagi, bordées par l'océan Pacifique à l'est.

### Démographie
Lors du recensement national de 2010, la population de Tagajō était de 63 307 habitants répartis sur une superficie de 19,65 km2. En mars 2023, la population était de 62 153 habitants.

### Climat
La ville a un climat subtropical humide caractérisé par des étés doux et des hivers froids. La température moyenne annuelle à Tagajō est de 12,3 °C. La pluviométrie annuelle moyenne est de 1 225 mm, septembre étant le mois le plus humide.

## Histoire
La région de Tagajō faisait partie de l'ancienne province de Mutsu. Au cours de la dernière partie de l'époque Heian, la région était gouvernée par les Ōshū Fujiwara. Pendant l'époque Sengoku, la région était disputée par divers clans de samouraïs avant que la région ne passe sous le contrôle du clan Date du domaine de Sendai pendant l'époque d'Edo.
Le village moderne de Tagajō est créé le 1er avril 1889. De 1945 à 1954, une base de l'armée américaine, le camp Loper, était située dans la ville. Tagajō est élevé au statut de bourg le 1er juillet 1951, puis de ville le 1er novembre 1971. 
La ville a été touchée par le tsunami consécutif au séisme de 2011 de la côte Pacifique du Tōhoku.

## Culture locale et patrimoine
- Site de Tagajō
- Musée d'histoire de Tōhoku

## Transports
Tagajō est desservie par la route nationale 45.
La ville est desservie par les lignes Tōhoku et Senseki de la JR East.

## Jumelages
- Dazaifu (Japon) depuis 2005
- Tendō (Japon) depuis 2006
- Nara (Japon) depuis 2010

## Symboles municipaux
Les symboles municipaux de Tagajō sont l'iris et le camellia.